# Colchicum longifolium
Colchicum longifolium là một loài thực vật có hoa trong họ Colchicaceae. Loài này được Castagne miêu tả khoa học đầu tiên năm 1845.